# Радльня
Радльня (пол. Radlnia) — село в Польщі, у гміні Ольшанка Лосицького повіту Мазовецького воєводства.
Населення — 31 особа (2011).
У 1975-1998 роках село належало до Білопідляського воєводства.

## Демографія
Демографічна структура станом на 31 березня 2011 року:
|          | Загалом | Допрацездатний вік | Працездатний вік | Постпрацездатний вік |
| -------- | ------- | ------------------ | ---------------- | -------------------- |
| Чоловіки | 17      | 5                  | 9                | 3                    |
| Жінки    | 14      | 1                  | 7                | 6                    |
| Разом    | 31      | 6                  | 16               | 9                    |